# Enlil-nādin-šumi
Enlil-nādin-šumi war assyrischer Statthalter und König von Babylon während der Kassitenzeit. Er bemächtigte sich während der Regierungszeit Tukulti-Ninurtas I. des Thrones und begründete so vermutlich die 2. Kassitendynastie in Babylonien. Seine genauen Regierungsdaten sind nicht bekannt.